# Eutin
Eutin ([ɔʏˈtiːn], z původně slovanského Utin) je okresní město zemského okresu Východní Holštýnsko severského německého spolkového státu Šlesvicko-Holštýnsko. Město leží v malebné přírodě Hoštýnského Švýcarska mezi eutinskými jezery. Místo bylo nejprve osídleno slovanskými Obridty, ve 12. století kolonizováno nizozemskými osadníky, v roce 1215 udělena městská práva. Již ve 13. století sem přenesl svoje sídlo lübecký biskup a založil kostel sv. Michaela, který dodnes existuje. V roce 1803 došlo k sloučení biskupství s Oldenburskem a Eutin nadále sloužil již jen jako letní sídlo vévodů. Konečně zákonem o Velkém Hamburku z roku 1937 se Eutin stal součástí Šlesvicka-Holštýnska, v té době pruské provincie.
Ve městě se nachází řada pamětihodností, často spojená se sídlem biskupa, vedle kostela zde je eutinský zámek, který vznikl jako středověká rezidence pro biskupa, Eutiner Landesbibliotheke vytvořená z původní biskupské knihovny, dále se zde lze nalézt Ostholstein-Museum, radnice, rodný dům nejslavnějšího eutinského rodáka skladatele Carla Maria von Webera a další.